# 位置感知服務
位置感知服務（英語：Location-aware service）是透過具定位技術的行動裝置找出使用者所在的位置，並根據位置提供使用者所需的相關應用服務。近年來，許多手持裝置上已配有 GPS 整合位置感知服務。